# 関千恵子
関 千恵子（せき ちえこ、1930年2月8日 - ）は、日本の女優。東京府荏原郡目黒町（現・東京都目黒区）出身。夫はプロデューサーの市川喜一。本名・市川 千恵子（いちかわ ちえこ）。

## 来歴・人物
日本女子大学附属高等女学校（現・日本女子大学附属中学校・高等学校）卒業後、大映第2期ニューフェイスに合格して、1948年大映に入社。1947年の『看護婦の日記』に主役としてデビューする。1951年にフリーランスとなる。

## 主な出演

### 映画

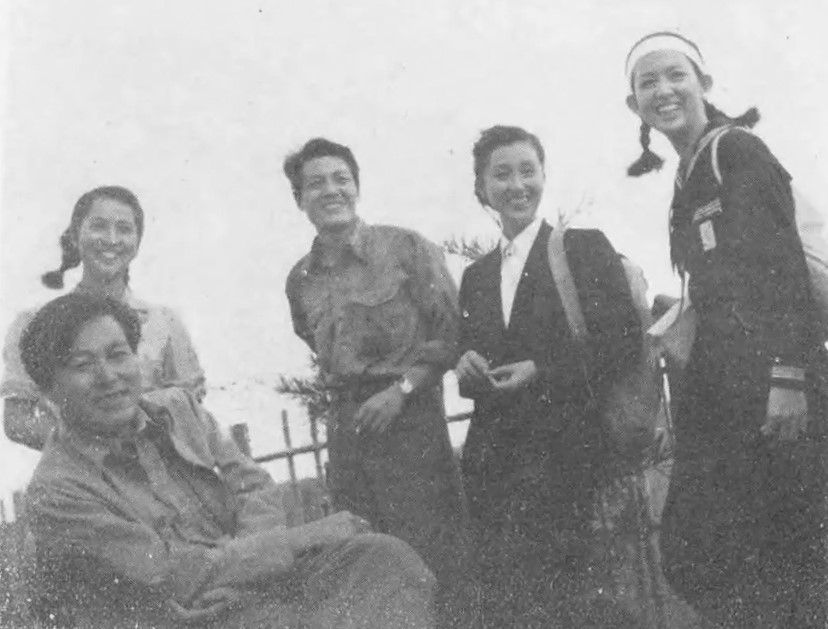
『ひめゆりの塔』（1953年）の撮影現場。手前は監督の今井正。後方、左から、香川京子、岡田英次、津島恵子、関千恵子。

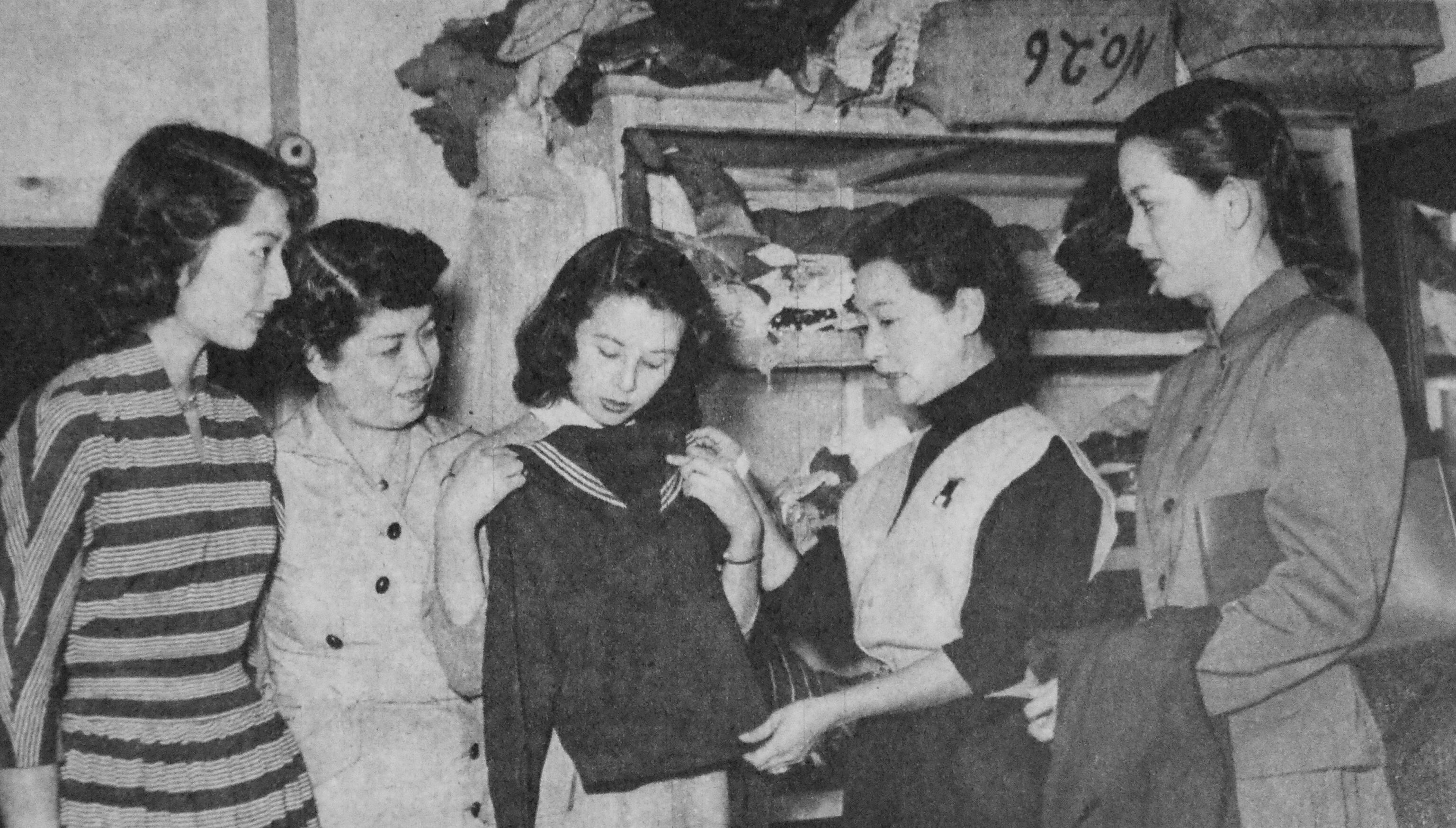
『恋文』（1953年）の衣装合わせ。左から、香川京子、花岡菊子、久我美子、田中絹代、関千恵子。

- 看護婦の日記（1947年） - 三浦正子 役
- 白雪先生と子供たち（1950年） - 妹・千絵 役
- 暴力の街（1950年）
- 戦火の果て（1950年）
- メスを持つ処女（1951年） - 谷千鶴子 役
- ホープさん サラリーマン虎の巻（1951年） - 娘・恵美子 役
- 三等重役（1952年） - 娘・由起子
- 浅草四人姉妹（1952年）- 次女・幸子
- ひめゆりの塔（1953年） - 久田淳子 役
- 煙突の見える場所（1953年） - 池田雪子 役
- 戦艦大和（1953年） - 山田夫人 役
- 恋文（1953年） - 事務員風の女
- 一等女房と三等亭主（1953年） - 花巻テル 役
- 坊っちゃん（1958年） - 芸者つばめ 役
- あんみつ姫の武者修業（1960年） - おせん 役
- 波の塔（1960年） - てる子 役
- 妻として女として（1961年） -　トシ坊 役
- 女ばかりの夜（1961年） -　小雪 役
- 二階の他人（1961年） - 小泉晴子 役
- 馬鹿まるだし（1964年） - 小万 役
- いいかげん馬鹿（1964年） - サリー・松丘(踊り子) 役
- 何処へ（1964年） - 才太郎(芸者) 役
- 女の中にいる他人（1966年） - 川崎夫人 役
- コント55号と水前寺清子の神様の恋人（1968年） - 大熊とら 役
- いそぎんちゃく（1969年）- 福子 役
- 喜劇 ここから始まる物語（1973年） - 画廊の婦人 役

### テレビドラマ
- 渥美清の泣いてたまるか（1966年-1968年、TBS）
- 忍者ハットリくん+忍者怪獣ジッポウ（1967年-1968年、NET）
- フジ三太郎（1968年-1969年、TBS）
- プレイガール第124話（1971年、東京12チャンネル）
- 飛び出せ!青春第19話（1972年、日本テレビ）
- 特別機動捜査隊

### バラエティー番組
- スター千一夜（フジテレビ）
- ジェスチャー（NHK）